# Robe

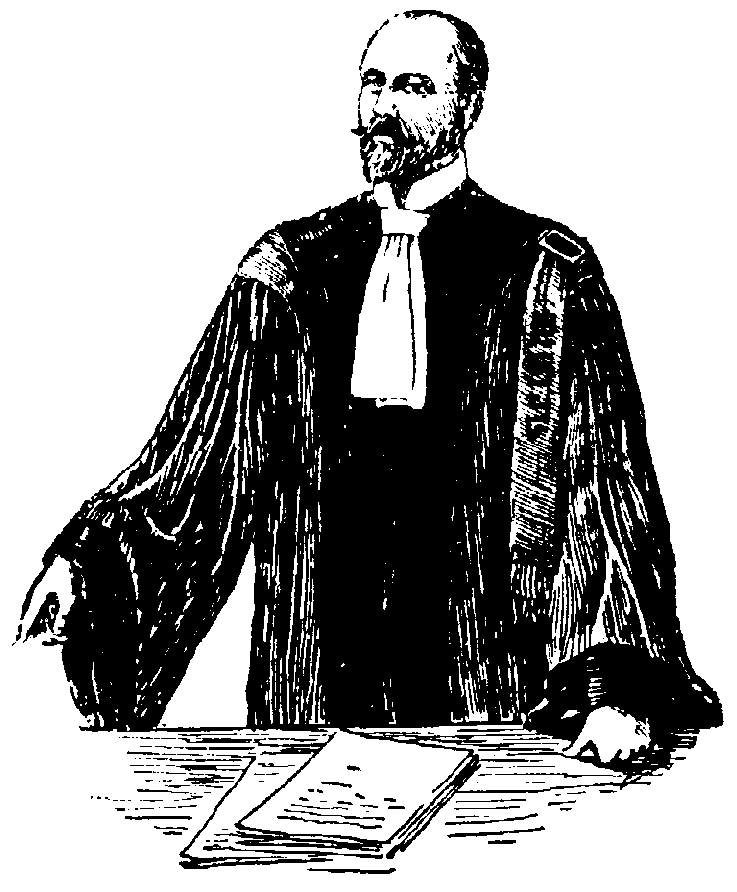
Französischer Rechtsanwalt in seiner Robe vor Gericht (um 1900)

Der Begriff Robe (von französisch robe ‚Kleid, Talar‘) bezeichnet festlich-gravitätische Kleidungsstücke von sehr unterschiedlicher Form und Zweckbestimmung, darunter insbesondere die weiten, mantelartigen Gewänder, die in vielen Staaten der Welt als Amtstracht von Juristen, Hochschullehrern und Klerikern getragen werden. Außerdem werden bodenlange, einteilige Frauenkleider so bezeichnet. Heute sind das vor allem Ball- oder Abendkleider, im historischen Zusammenhang alle einteiligen Kleider (vgl. Robe à l’anglaise, Robe à la française).

## Internationale Gerichte
Die an den internationalen Gerichtshöfen verwendeten Roben sind in der Regel betont schlicht und unter Verzicht auf alle Details gestaltet, die der typischen Juristentracht eines bestimmten Staates oder Kulturkreises zugeordnet werden könnten.
- Die Richter des  Internationalen Gerichtshofs (IGH) in Den Haag tragen schlichte plissierte Roben in schwarz mit Samtbesatz und Jabots aus weißen Spitzen. Prozessbevollmächtigte der Parteien tragen die traditionelle Amtstracht ihres jeweiligen Landes, sofern sie Rechtsanwälte sind.
- Die Richter des permanenten Internationalen Strafgerichtshofs (IStGH) tragen schwarze Roben mit plissierten weißen Jabots.
- Die Richter am Internationalen Strafgerichtshof für das ehemalige Jugoslawien tragen Roben aus schwarzer und roter Seide und weiße Jabots.
- Am Internationalen Seegerichtshof (ITLOS), der seinen Sitz in Hamburg hat, tragen die Richter Roben von dunkelblauer Farbe und mit schwarzem Samtrevers, mit Jabots anstelle der Krawatten.
- Die Richter des Europäischen Gerichtshofs (EuGH) tragen rote Roben mit dunklem Samtbesatz und plissierte Jabots aus weißem Stoff.
- Die Richter des Europäischen Gerichtshofs für Menschenrechte (EGMR) des Europarats in Straßburg tragen tiefblaue Roben mit weißen Jabots.

## Deutschland

### Geschichte der deutschen Juristenrobe
Im Mittelalter und in der frühen Neuzeit war die Amtstracht der Richter und sonstigen vor Gericht agierenden Juristen regional sehr unterschiedlich gestaltet. Insbesondere städtische Rechtsprechungsorgane demonstrierten ihren Status durch besonders prunkvolle Talare und Insignien, während in ländlichen Regionen oft auf eine besondere Uniformierung der gerichtlichen Funktionsträger ganz verzichtet wurde.
Eine einheitliche Juristentracht für Advokaten und Prokuratoren verfügte erstmals der preußische „Soldatenkönig“ Friedrich Wilhelm I. mit eigenhändigem Schreiben an seinen Geheimen Staatsminister Christian Friedrich von Bartholdi vom 2. April 1713, dessen Anordnungen durch Erlass vom 5. April 1713 Oberappellationsgericht, Geheimen Justizrat, Kammergericht und Konsistorium zu Berlin mitgeteilt wurden:
„die atvocatten sollen schwartz gehen mit ein Menttelchen biß an die Knie / die Procuratores [sollen] einen schwartzen Rogck ohne mantell [tragen] mit einer rahbaht das auf die brust gehet / der generahl fischall soll agiren gegen die die dar nicht so gehen werden und sollen [diese] karren.“

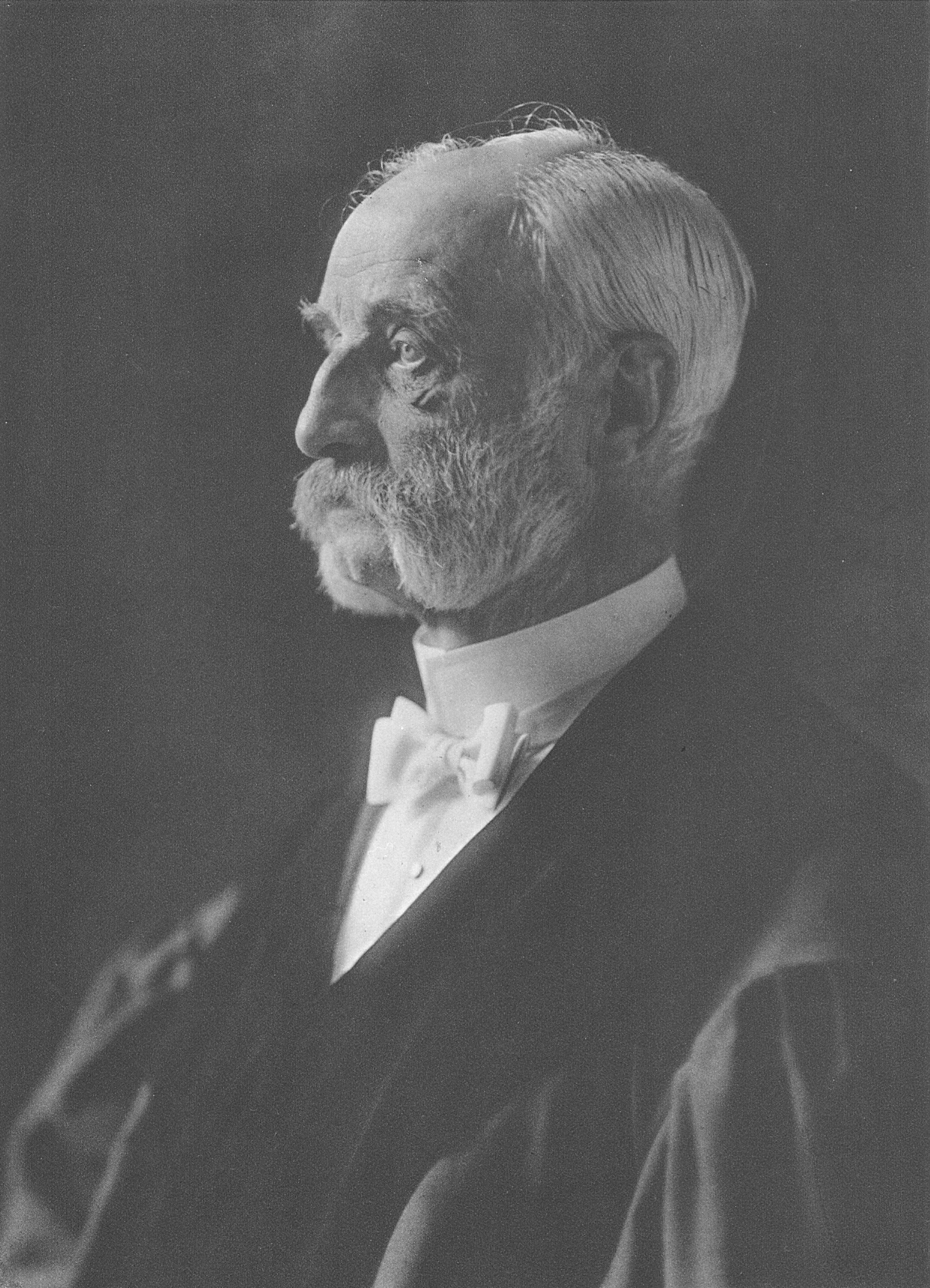
Ernst Friedrich Sieveking, erster Präsident des Hanseatischen Oberlandesgerichts (1905)

Im Verlauf des 18. und 19. Jahrhunderts wurde dieser „Rock“, den man gemeinhin als Robe zu bezeichnen pflegte, von anderen deutschen Territorien in identischer oder abgewandelter Form übernommen. Nach der Reichsgründung im Jahre 1871 setzte sich die preußische Robe als einheitliche deutsche Juristentracht endgültig durch. 1970 entschied das Bundesverfassungsgericht, es sei bundeseinheitliches Gewohnheitsrecht, dass Rechtsanwälte vor den Landgerichten und höheren Gerichten auch in Zivilsachen verpflichtet seien, in Robe zu erscheinen. Bis heute ist das Tragen der Robe während mündlicher Gerichtsverhandlungen für Richter, Rechtsanwälte und bestimmte Gerichtsbedienstete (Urkundsbeamter der Geschäftsstelle) in manchen Bundesländern zwingend vorgeschrieben; ein Richter kann etwa einen Rechtsanwalt von der Verhandlungsteilnahme ausschließen, wenn dieser ohne Robe erschienen ist. 2006 entschied das Oberlandesgericht München, als Verteidiger in Bayern sei ein Rechtsanwalt verpflichtet, unter der schwarzen Robe ein weißes Hemd und eine weiße Halsbinde zu tragen. Es existieren allerdings einige Ausnahmeregelungen; auch wird die Robenpflicht in der Praxis mit regional recht unterschiedlicher Strenge gehandhabt. An Amtsgerichten darf nach der Berufsordnung für Rechtsanwälte (BORA) in Zivilsachen ohne Robe aufgetreten werden, in Bremen und an einigen anderen Orten ist dies sogar am Landgericht üblich. § 20 BORA bestimmt hierzu, dass der Rechtsanwalt vor Gericht als Berufstracht die Robe trägt, soweit das üblich ist. Jedoch besteht keine Berufspflicht zum Erscheinen in Robe beim Amtsgericht in Zivilsachen.
Das Tragen einer Krawatte zur Anwaltsrobe entspricht auch heute noch der Realität des Alltags vor Strafgerichten. Der sogenannte Krawattenzwang ist jedoch nach einem Beschluss des Landgerichtes Mannheim zweifelhaft geworden, weil sich aus § 20 BORA nicht mehr die Verpflichtung zum Tragen einer Krawatte ergibt (Siehe auch: Kleiderordnung).
Die Robe erfüllt im Prozess unterschiedliche Zwecke. Einerseits ist sie in Deutschland wie in weiten Teilen der Welt traditionelle Standestracht der juristischen Funktionsträger, Sinnbild gerichtlicher Würde und optisches Abgrenzungsmerkmal. Andererseits verdeckt sie die Kleidung und das Aussehen der Person, die sie trägt. So agieren die mit Roben bekleideten Personen vor Gericht nicht als private Individuen, sondern ausschließlich als funktionale Elemente der Rechtsordnung in den ihnen vom Gesetzgeber jeweils zugewiesenen Positionen. Durch ihre Einheitlichkeit bringt die Anwaltsrobe zudem zum Ausdruck, dass alle ihre Träger im Prozess im Rahmen der rechtlichen Vorgaben gleichgestellt und durch das Gericht gleich zu behandeln sind, ungeachtet dessen, ob sich beispielsweise jemand einen teuren Anzug leisten kann oder normale Straßenkleidung trägt. Es zählt das gesprochene Wort – die Verteidigung oder der Vortrag. Das Tragen von Roben ist für Ehrenamtliche Richter mit Ausnahme der Handelsrichter in den meisten Bundesländern weder vorgeschrieben noch freigestellt. In Berlin sind die ehrenamtliche Richter am Verwaltungsgericht verpflichtet, als Amtstracht die gleiche Robe wie die Berufsrichter zu tragen.

### Typen der Juristenrobe
Roben tragen in Deutschland der Rechtsanwalt (§ 20 BORA), Patentanwalt (Ausführung wie Richter beim Bundespatentgericht, siehe unten), Richter, Beamter der Staatsanwaltschaft sowie der Urkundsbeamte, nicht dagegen der Bürovorsteher, Assessor oder der nur ausbildungshalber der Verhandlung beiwohnende Referendar. An den Kammern für Handelssachen tragen auch die Handelsrichter (früher: ehrenamtliche Richter) schwarze Richterroben. Ehrenamtliche Richter an Arbeitsgerichten, Sozialgerichten, bei den Landwirtschaftskammern der Landgerichte und Schöffen in Strafverfahren tragen meist keine Robe. Die landesrechtlichen Regeln können unterschiedlich sein. In Berlin tragen ehrenamtliche Richter am Verwaltungsgericht, in Hamburg an Arbeitsgerichten, als Amtstracht die Robe der Berufsrichter. In Verwaltungsgerichtsverfahren wird die Robe zum Teil auch von Vertretern des öffentlichen Interesses bzw. den Landesanwälten/Oberlandesanwälten (Dienstbezeichnung variiert in den Ländern) getragen. Referendare tragen je nach Tätigkeit verschiedene Roben. Sie tragen als Verteidiger die Robe des Rechtsanwalts, in Pflichtverteidigersachen in Sachsen-Anhalt die des Urkundsbeamten und als Beamter der Staatsanwaltschaft eine Amtsanwaltsrobe. Im Bezirk des Oberlandesgerichts Karlsruhe ist für sie bei allen Prozessen die Robe des Urkundsbeamten vorgesehen.
Außerdem dürfen die Prozessvertreter der Nebenklage in Strafverfahren und die Interessensvertreter für Kinder und Jugendliche in Kindesschutz- und Familiensachen (Verfahrenspfleger, Verfahrensbeistände) eine Robe tragen. Die Praxis zeigt jedoch, dass hiervon wenig Gebrauch gemacht wird, obschon das Tragen der Robe für sie mit den gleichen Erwägungen empfohlen wäre, wie den übrigen Prozessvertretern.
Amts- bzw. Bezirksnotare in Baden-Württemberg (siehe hierzu: Notare im Landesdienst in Baden-Württemberg), die als Nachlass- oder Vormundschaftsrichter tätig sind, tragen keine Robe.
Gestaltung und Trageweise der Robe sind in verschiedenen Verordnungen und Erlassen geregelt, je nach Land bis hin zur Normierung von Schnittmustern (z. B. Sachsen-Anhalt: Anordnung über die Amtstracht im Geschäftsbereich des Ministeriums der Justiz, MBl. LSA Nr. 8/1992). Die Amtstracht der obersten Bundesgerichte ist durch Anordnung des Bundespräsidenten geregelt. Die heute in allen deutschen Ländern gebräuchliche Juristenrobe ist ein bis etwa zur Wadenmitte reichender, auf der Vorderseite durch eine verdeckte Knopfleiste verschließbarer Mantel ohne Kragen mit weiten Ärmeln und einer in Falten gelegten Rückenpartie. Dazu wird von Männern eine weiße Krawatte oder ein weißer Querbinder, von Frauen ein weißer Schal getragen – prinzipiell gilt dies für alle Robenträger, wird heute aber von Rechtsanwälten häufig nicht mehr beachtet. Die Robe selbst besteht je nach Ausführung und Qualität aus Baumwolle, Schurwolle oder einem Mischgewebe (z. B. Trevira/Schurwolle). Die Säume sind mit Besätzen versehen, deren Material Aufschluss über die Funktion des jeweiligen Trägers gibt:
| Besatz        | Funktion                           |
| ------------- | ---------------------------------- |
| Samt (breit)  | Richter oder Staatsanwalt          |
| Samt (schmal) | Amtsanwalt oder Rechtspfleger      |
| Atlasseide    | Rechtsanwalt oder Patentanwalt     |
| Wollstoff     | Urkundsbeamter der Geschäftsstelle |

| Roben der deutschen Justiz | Roben der deutschen Justiz | Roben der deutschen Justiz | Roben der deutschen Justiz                                                                                | Roben der deutschen Justiz                             | Roben der deutschen Justiz |
| --- | --- | --- | --- | ------------------------------------------------------ | -------------------------- |
| Bild gesucht Der Benutzer Ruhrgur ⠀ 📣 • ⚖️ • ✉ wünscht sich an dieser Stelle ein Bild. Motiv: Robe eines Urkungsbeamten Falls du dabei helfen möchtest, erklärt die Anleitung , wie das geht. | Bild gesucht Der Benutzer Ruhrgur ⠀ 📣 • ⚖️ • ✉ wünscht sich an dieser Stelle ein Bild. Motiv: Robe eines Rechtsanwalts mit Besatz aus Atlasseide (Satin) Falls du dabei helfen möchtest, erklärt die Anleitung , wie das geht. | Bild gesucht Der Benutzer Ruhrgur ⠀ 📣 • ⚖️ • ✉ wünscht sich an dieser Stelle ein Bild. Motiv: Amtsanwaltsrobe mit schmalem Besatz aus Seide Falls du dabei helfen möchtest, erklärt die Anleitung , wie das geht. | |                                                        |                            |
| Urkundsbeamte | Rechtsanwälte | Amtsanwälte, Rechtspfleger, Referendare der Staatsanwaltschaft | Staatsanwälte, Berufsrichter, Handelsrichter                                                              | Bundesrichter                                          |                            |
| Einfache schwarze Robe ohne Besatz über ordentlicher Kleidung | Schwarze Robe mit Besatz aus Atlasseide über ordentlicher Kleidung | Schwarze Robe mit schmalem Besatz aus Samt über Anzug mit weißer Krawatte, weißer Fliege oder weißer Bluse | Schwarze Robe mit breitem Besatz aus Samt über Anzug mit weißer Krawatte, weißer Fliege oder weißer Bluse | Rote Robe über Anzug mit weißem Jabot und rotem Barett |                            |

Lediglich an den Gerichten des Bezirks des Oberlandesgerichts Stuttgart im württembergischen Rechtsgebiet tragen auch Rechtsanwälte Roben mit Samtbesätzen. Die Beamten des Generalbundesanwalts beim Bundesgerichtshof tragen vor allen Gerichten eine karmesinrote Robe mit gleichfarbigem Besatz, ebenso wie früher der Bundesdisziplinaranwalt. Die Beamten des Bundesdisziplinaranwalts trugen je nach Gericht eine rote oder eine schwarze Robe.
Die Farbe der Robe erlaubt bei Richtern die Zuordnung des Trägers zu einem bestimmten Gerichtszweig:
| Grundfarbe  | Farbe der Besätze | Gerichtszweig |
| ----------- | ----------------- | --- |
| schwarz     | schwarz           | Ordentliche Gerichtsbarkeit |
| schwarz     | stahlblau         | Bundespatentgericht; Internationaler Seegerichtshof |
| schwarz     | rot               | Niedersächsischer Staatsgerichtshof; Landesverfassungsgericht Sachsen-Anhalt (dort mit besonderen Jabots) |
| grün        | grün              | Sächsischer Verfassungsgerichtshof |
| grau        | schwarz           | Schleswig-Holsteinisches Landesverfassungsgericht |
| schwarz     | violett           | Sozialgerichte (nicht in allen Bundesländern; teilweise außer Gebrauch geraten, Sozialgericht Nordrhein-Westfalen trägt blau), Sachsen-Anhalt: Verwaltungsgericht, Sozialgericht und Finanzgericht                                                            |
| blau        | blau              | Verwaltungsgerichte in den Bundesländern Bayern, Bremen, Nordrhein-Westfalen, Schleswig-Holstein und Mecklenburg-Vorpommern; auch am hessischen Staatsgerichtshof in Gebrauch                                                                                 |
| karmesinrot | karmesinrot       | Bundesgerichtshof; Bundesarbeitsgericht; Bundessozialgericht; Bundesfinanzhof; (historisch: Bundesdisziplinarhof) Verfassungsgerichtshof Nordrhein-Westfalen; Oberverwaltungsgericht für das Land Nordrhein-Westfalen; Oberverwaltungsgericht Rheinland-Pfalz |

Die scharlachroten Roben der Richter des Bundesverfassungsgerichts entsprechen nicht dem ansonsten in Deutschland gebräuchlichen Robentypus. Sie werden in ihrer jetzigen Gestalt seit 1961 getragen und wurden von einem Kostümbildner des Badischen Staatstheaters Karlsruhe entworfen, dessen Name nicht bekannt ist. Als Vorbild für die Roben diente – nach Angaben des Bundesverfassungsgerichtes selbst – eine Richtertracht, die im 15. Jahrhundert in Florenz getragen wurde. Diese Herkunftsgeschichte ist allerdings unter Rechtshistorikern umstritten. Die Bundesverfassungsrichter tragen besondere Barette und anstelle der Krawatten Jabots, lange weiße Halsbinden, die den zur Amtstracht evangelischer Pastoren gehörenden Beffchen ähneln.

### Barette als Bestandteil der Amtstracht

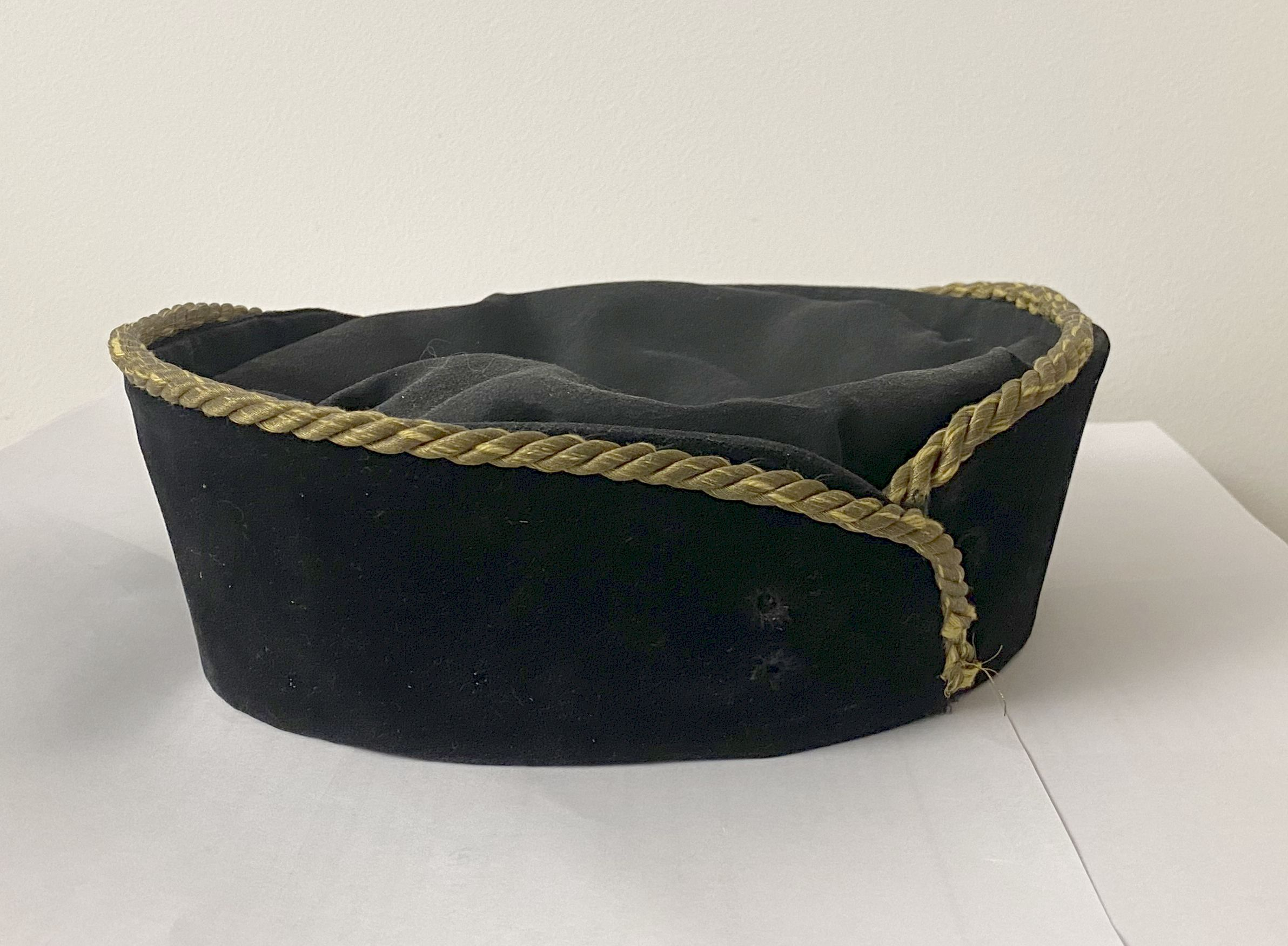
Barett zur Amtstracht eines Oberstaatsanwalts

In der Vergangenheit war neben der Robe ein charakteristisch geformtes Barett Bestandteil der Amtstracht von Richtern, Staats- und Rechtsanwälten. Das Barett bestand der amtlichen Vorgabe gemäß aus einem rund geschnittenen und leicht gefalteten Kopfteil aus Wollstoff, das mit einer breiten, am unteren Rand des Baretts ansetzenden, steif nach oben abstehenden und seitlich dreieckig eingeschnittenen Krempe versehen war. Farben und Materialien der Barette entsprachen denen der jeweiligen Robe, wobei die Außenseite der Krempe aus dem gleichen Material wie der Robenbesatz gefertigt war.
Richter- und Staatsanwaltsbarette wiesen als zusätzliche Besonderheit eine oder mehrere um den Rand der Krempe laufende Litze (Schnüre) auf, deren Farbe und Ausführung den Rang des Trägers erkennen ließen:
| Art                      | Stellung des Trägers (teilweise historisch) |
| ------------------------ | --- |
| eine karmesinrote Litze  | für den Vertreter des Bundesinteresses auftretende Beamte |
| zwei karmesinrote Litzen | Richter am Bundesverwaltungsgericht; Bundesrichter bei Disziplinarsachen; Bundesdisziplinaranwalt; Bundeswehrdisziplinaranwalt; Richter am Bundesarbeitsgericht; Richter am Bundessozialgericht                     |
| eine silberne Litze      | Landgerichtsdirektor; Vorsitzender einer Bundesdisziplinarkammern; richterliche Mitglieder der Truppendienstkammern; Erster Staatsanwalt bei einem Landgericht                                                      |
| zwei silberne Litzen     | Landgerichtspräsident |
| eine goldene Litze       | Senatspräsident an einem Oberlandesgericht; Vizepräsident und Senatspräsidenten des Bundespatentgerichts; Vorsitzenden Richter am Bundesverwaltungsgericht; Oberstaatsanwalt                                        |
| zwei goldene Litzen      | Oberlandesgerichtspräsident, Präsident des Bundespatentgerichts; Senatspräsidenten des Bundesdisziplinarhofs; Vorsitzende Richter am Bundesarbeitsgericht; Vorsitzende Richter am Bundessozialgericht               |
| drei goldene Litzen      | Präsident des Bundesverwaltungsgerichts; Präsident des Bundesdisziplinarhofs; Präsident des Bundesarbeitsgerichts; Präsident des Bundessozialgerichts; Vertreter des Bundesinteresses beim Bundesverwaltungsgericht |
| eine goldene Spange      | für den Bundesdisziplinaranwalt auftretenden Beamten vor dem Bundesdisziplinarhof; Wehrdisziplinaranwälte und die für den Bundeswehrdisziplinaranwalt auftretenden Beamten vor dem Bundesdisziplinarhof             |
| eine silberne Spange     | für den Bundesdisziplinaranwalt auftretenden Beamten vor den Bundesdisziplinarkammern; Wehrdisziplinaranwälte und die für den Bundeswehrdisziplinaranwalt auftretenden Beamten vor den Truppendienstkammern         |

Die Pflicht zum Tragen des Anwaltsbaretts in mündlichen Verhandlungen wurde im Zuge einer Novellierung der Amtstrachtregelungen bereits 1936 durch das NS-Regime aufgehoben. Das freiwillige Tragen des Anwaltsbaretts war – und ist bis heute – allerdings nicht verboten und war im Gerichtsalltag der Bundesrepublik noch bis in die 1950er Jahre zu beobachten.
Die Rangabzeichen an Richterbaretten entfielen 1966 mit der Abschaffung der früheren Richter-Amtsbezeichnungen; die Richter- und Staatsanwaltsbarette kamen daraufhin außer Gebrauch. Am Bundespatentgericht wird seit etwa 1980 auf das Tragen der Barette verzichtet. Lediglich am Bundesgerichtshof sind noch Barette in Gebrauch. Bundesrechtlich ist das Barett aber immer noch für Richter- und Bundesanwälte geregelt. Die Richter des Bundesverfassungsgerichts tragen besondere, von der traditionellen Form abweichende Barette aus rotem Seidenstoff mit umlaufendem Rand ohne dreieckige Einschnitte.

### Recht und Pflichten zur Robe

#### Amtstracht
Für die Richter- und Staatsanwaltschaften sowie Urkundsbeamten der Bundesländer bestimmen deren Gesetze, öfter Verordnungen, Verwaltungsvorschriften oder Erlasse und für die Landesverfassungsgerichte deren Geschäftsordnungen, ob in den zur Verhandlung und zur Verkündung einer Entscheidung bestimmten Sitzungen welche Amtstracht zu tragen ist. Die Pflicht zum Tragen einer Amtstracht wird teilweise auf Hochschullehrer als Verteidiger in Strafverfahren ausgedehnt. Ausnahmen werden üblicherweise zugelassen, wenn es im Einzelfall nach Auffassung des Gerichtes das Interesse an der Rechtsfindung gebietet oder angemessen erscheint. Für die Bundesrichter ist es durch Anordnung des Bundespräsidenten näher geregelt, während das Bundesverfassungsgericht es für sich in seiner Geschäftsordnung regelt. Als mit hoheitlicher Macht verknüpfte Amtskleidung ist es strafbar, sie oder mit ihr verwechselbare Kleidung unbefugt zu tragen.

#### Berufstracht
Bundesweit hat die Berufsvertretung der deutschen Anwälte und der weiteren Mitglieder der Rechtsanwaltskammern für sich geregelt (§ 20), dass der Rechtsanwalt vor Gericht als Berufstracht die Robe trägt, soweit das üblich ist; ausgenommen von dieser besonderen Berufspflicht gegenüber Gerichten und Behörden sei jedoch ein Erscheinen in Robe vor den Amtsgerichten in Zivilsachen.
Gewohnheitsrechtliche Aspekte sprechen für eine Robe. Ihr Tragen soll die Rolle eines Rechtsanwaltes als Organ der Rechtspflege dokumentieren sowie einen würdigen Ablauf einer gerichtlichen Verhandlung schützen. So wurde der Antrag an die 6. Satzungsversammlung der Bundesrechtsanwaltskammer, die Robenpflicht für Rechtsanwälte abzuschaffen, im Mai 2019 im Anwaltsparlament mit 70 zu 2 Stimmen abgelehnt. In der Aussprache wurde zur Begründung für das Tragen der Robe in der mündlichen Verhandlung neben der historischen Tradition genannt, insbesondere Naturparteien werde „so vor Augen geführt …, dass es sich um eine Gerichtsverhandlung und nicht um irgendeine alltägliche Lebenssituation handele.“ Die Robe verdeutliche „die besondere Rolle des Rechtsanwalts im Justizgefüge“.
Das Bundesverfassungsgericht erkannte 1970 ein erhebliches Interesse der Allgemeinheit, „dass Gerichtsverhandlungen in guter Ordnung und in angemessener Form durchgeführt werden können. Diesem Zweck dient es, wenn auch die an der Verhandlung beteiligten Rechtsanwälte eine Amtstracht tragen. Sie werden dadurch aus dem Kreis der übrigen Teilnehmer an der Verhandlung herausgehoben; ihre Stellung als unabhängiges Organ der Rechtspflege wird sichtbar gemacht. Darin liegt auch ein zumindest mittelbarer Nutzen für die Rechts- und Wahrheitsfindung im Prozess; denn die Übersichtlichkeit der Situation im Verhandlungsraum wird gefördert und zugleich ein Beitrag zur Schaffung jener Atmosphäre der Ausgeglichenheit und Objektivität geleistet, in der allein Rechtsprechung sich in angemessener Form darstellen kann. Wenn man berücksichtigt, dass es sich hier um eine geringfügige Beeinträchtigung der freien Berufsausübung handelt, der als Belastung kaum mehr als Bagatellcharakter zukommt, folgt hieraus auch, dass der Grundsatz der Verhältnismäßigkeit nicht verletzt ist“. So sah das Verfassungsgericht die gewohnheitsrechtliche, also zwar ungeschriebene, aber nicht bloß standesrechtlich, sondern über die gesetzlich eingeforderten Allgemeinen Berufspflichten) mit sitzungspolizeilichen Maßnahmen durchzusetzende Verpflichtung der Rechtsanwälte, zumindest vor Landgerichten und höheren Gerichten Roben zu tragen.
Das Landesarbeitsgericht Niedersachsen hat diese Güter im Jahre 2008 allerdings gegen eine unbedingte Robenpflicht abgewogen: Demnach dürfe ein Rechtsanwalt aus einer Arbeitsgerichtsverhandlung nicht bloß deshalb ausgeschlossen werden, weil er ohne Robe auftrete. Hierbei ging es dem LAG Niedersachsen weniger um die vermisste Berufstracht als um die weiteren Folgen seines Ausschlusses aus der Verhandlung. Dadurch sei die ordnungsgemäße Vertretung der Partei nämlich nicht mehr gewährleistet und damit eine Schlechtleistung aus dem Rechtsanwaltsvertrag verbunden, die sich unmittelbar auf den Gebührenanspruch des betroffenen Anwalts niederschlagen könne. Ferner greife das in die Rechte der vertretenen Partei ein, die nun ohne Prozessbevollmächtigten sei, also allein. Hierdurch drohten dieser Partei erhebliche Nachteile etwa durch Versäumnisurteil, weil ohne Anwalt ein erforderlicher Sachvortrag oder nötige Anträge nicht angebracht werden können. Dem Richter ist in § 176 GVG lediglich das Recht eingeräumt, das Nichttragen der Robe zu rügen und auf das Anlegen einer Robe hinzuwirken, sofern von einer Verpflichtung zu ihrem Tragen ausgegangen werden kann; das ermächtige jedoch nicht zu weitergehenden Ordnungsmaßnahmen. Dem widerspricht die Entscheidung des Oberlandesgericht München 2006 nicht: Rechtmäßig ist demnach die Anordnung des Gerichts, die der Person, die einen (Pflicht-)Verteidiger benötige, zusätzlich zum „T-Shirt-Verteidiger“ einen Rechtsanwalt (mit Robe) an die Seite stellte; so sind Robenpflicht und die Rechte derer vereint, die vor Gericht einen Anwalt benötigten.

## Österreich

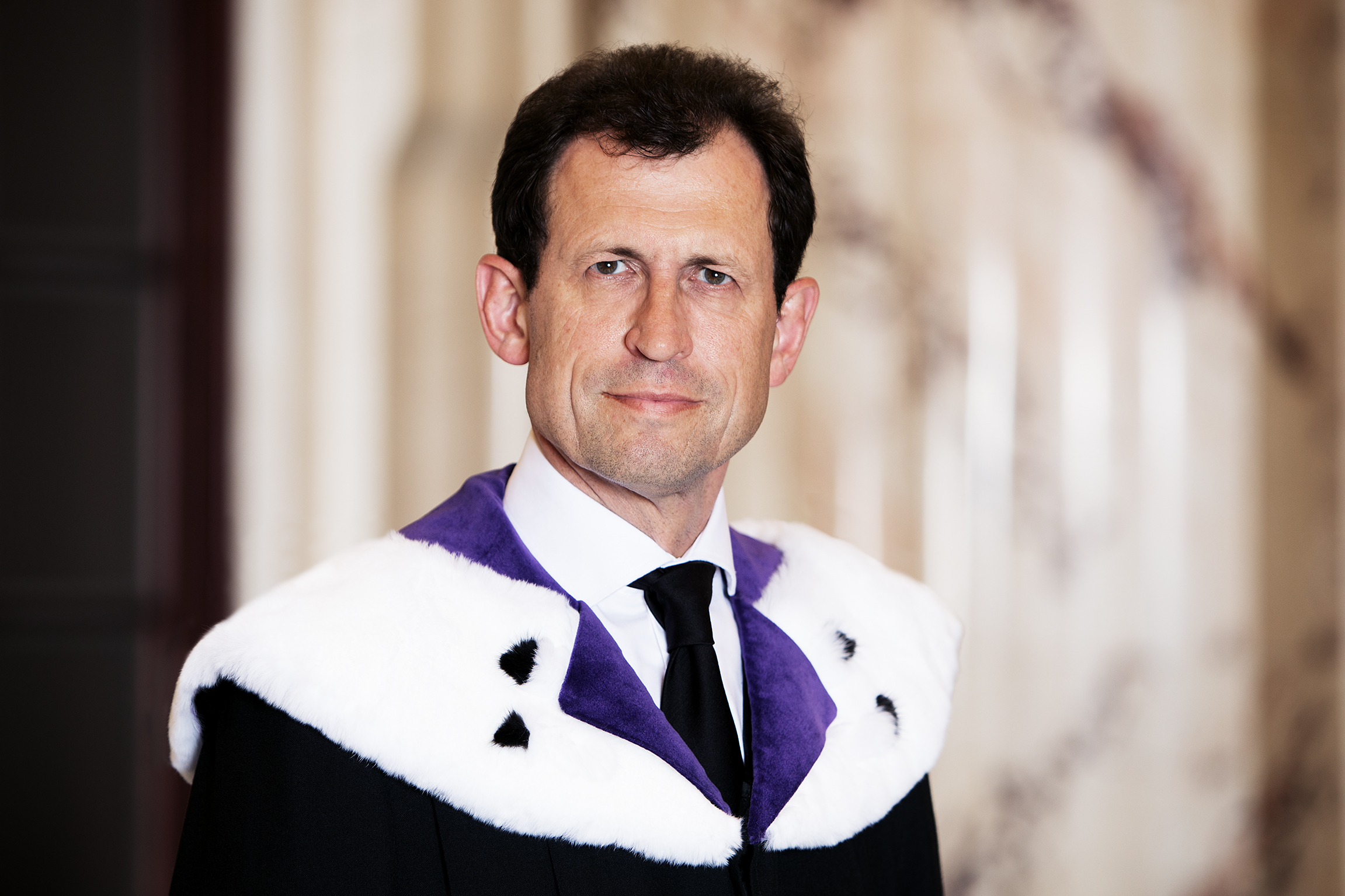
Präsident des Verfassungsgerichtshofs Christoph Grabenwarter (2020)

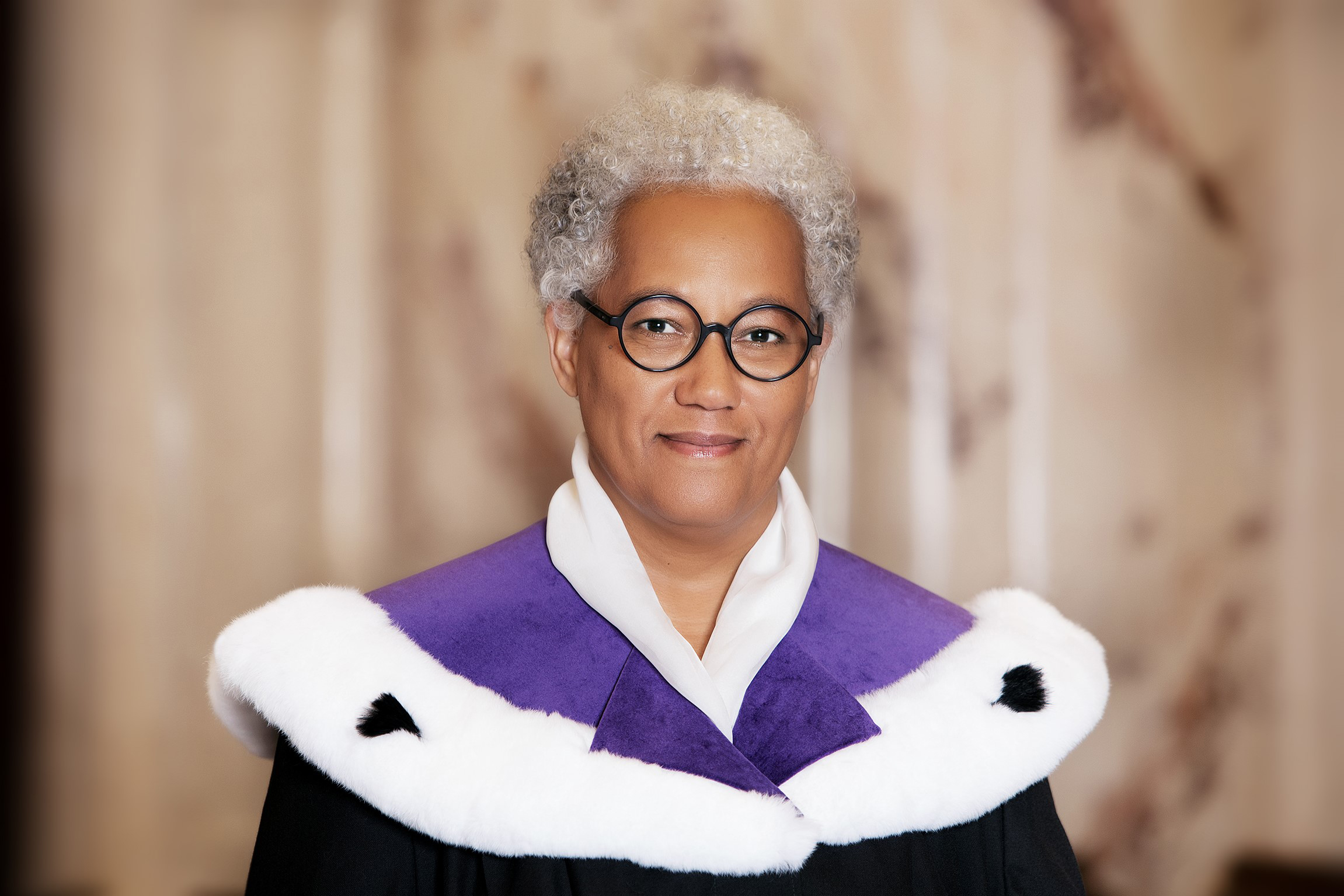
Vizepräsidentin des Verfassungsgerichtshofs Verena Madner (2020)

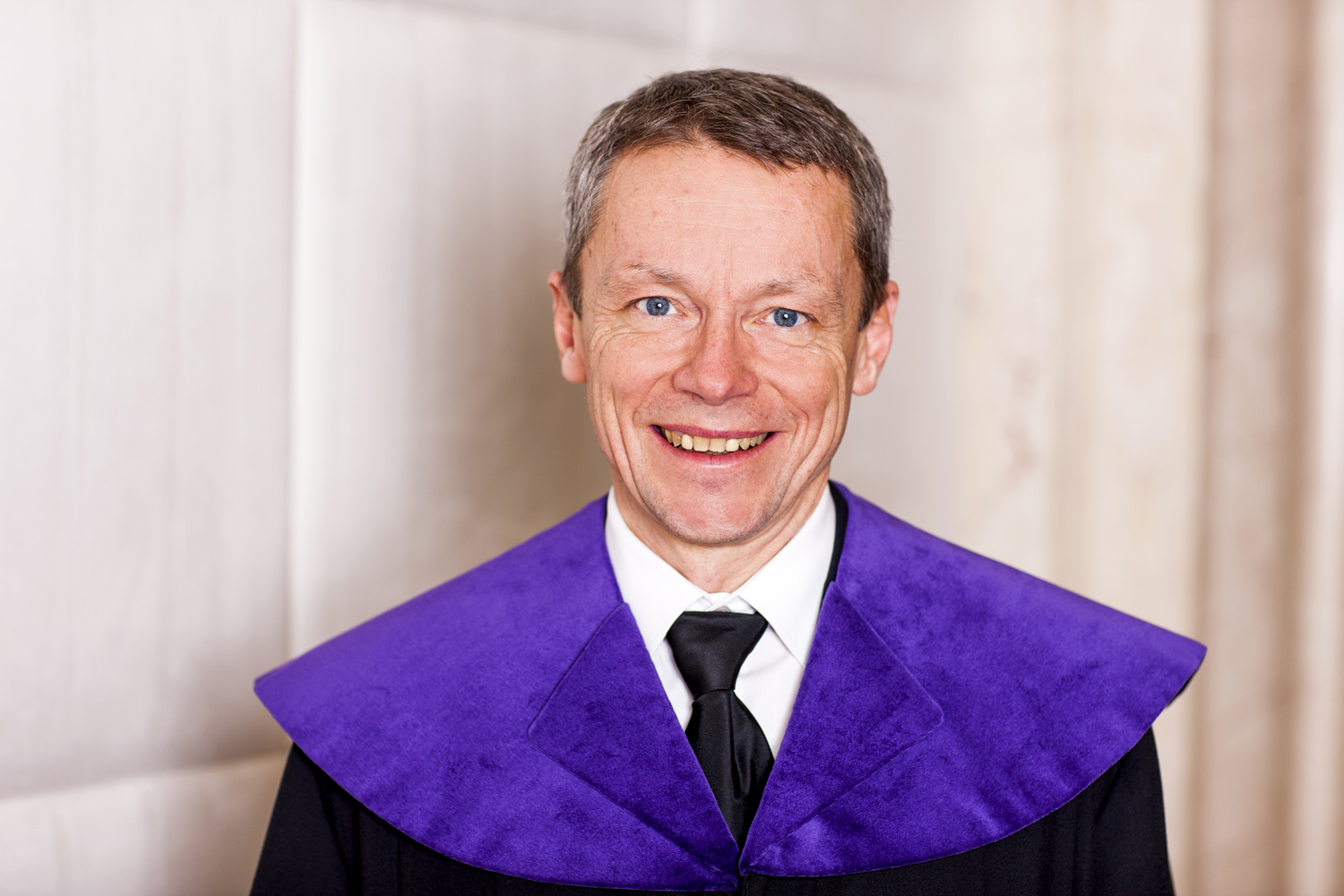
Mitglied des Verfassungsgerichtshofs Markus Achatz (2013)

In Österreich wird nicht von einer „Robe“, sondern vom „Talar“ gesprochen, welcher gemeinsam mit der Kopfbedeckung des Richters, dem Barett, das „Amtskleid“ bildet. Dieses wurde in seiner heutigen Form im ausgehenden 19. Jahrhundert eingeführt.
Das Aussehen des richterlichen Amtskleides ist in der Verordnung des Bundesministeriums für Justiz vom 9. Mai 1962 über die Beschaffenheit, das Tragen und die Tragdauer des Amtskleides der Richter geregelt. Danach besteht es aus einem schwarzen, bis zum Knöchel reichenden, faltigen Talar, dessen Kragenrevers und weite Ärmel mit Besätzen aus Samt versehen sind, welche in violetten Rändern eingefasst sind. Das Barett ist ebenfalls schwarz und an der unteren Seite mit Samt versehen, den Übergang zum schwarzen Stoff der oberen Hälfte bildet auch hier eine violette Einfassung. Dazu werden laut Geschäftsordnung weißes Hemd und schwarze Krawatte getragen, was von den verschiedenen Gerichten aber unterschiedlich streng gehandhabt wird.
Das Tragen des Amtskleides ist an sich in allen Verhandlungen vorgeschrieben, kommt im Zivilverfahren – vor allem in den formloseren „Verfahren außer Streitsachen“ (einvernehmliche Scheidung, Vaterschaftsfeststellung, div. Mietrechtsangelegenheiten etc.) – aber zunehmend außer Übung. In Strafverfahren wird der Talar demgegenüber nach wie vor verwendet. Das Barett ist allerdings auch hier nur mehr selten in Gebrauch, wird aber vor allem in Geschworenenstrafsachen und höheren Instanzen noch getragen.
Der Status des Richters innerhalb der gerichtlichen Hierarchie wird durch unterschiedliche Besätze an Kragenabschlüssen und Ärmeln der Talare am Aussehen der Barette angezeigt:
| Rang | Kragenbesatz                                                               | Barett                                                                     |
| --- | -------------------------------------------------------------------------- | -------------------------------------------------------------------------- |
| sämtliche Richter der Bezirksgerichte, Landesgerichte und Oberlandesgerichte (sofern unten nicht einzeln aufgeführt) | schwarzer Talarstoff mit einem violett eingefassten schwarzen Samtstreifen | schwarzer Talarstoff mit einem violett eingefassten schwarzen Samtstreifen |
| Präsidenten der Gerichtshöfe erster Instanz                                                                          | schwarzer, violett eingefasster Samt                                       | schwarzer Samt mit Einfassung aus violettem Samt                           |
| Senatspräsidenten der Oberlandesgerichte                                                                             | schwarzer, violett eingefasster Samt                                       | schwarzer Samt mit Einfassung aus violettem Samt                           |
| Vizepräsidenten der Oberlandesgerichte                                                                               | schwarzer, violett eingefasster Samt                                       | schwarzer Samt mit Einfassung aus violettem Samt                           |
| Präsidenten der Oberlandesgerichte                                                                                   | schwarzer Samt mit 6 cm breiter Verbrämung aus Kaninpelz                   | schwarzer Samt mit Einfassung aus violettem Samt                           |
| Hofräte des Obersten Gerichtshofs                                                                                    | violetter Samt                                                             | violetter Samt                                                             |
| Senatspräsidenten des Obersten Gerichtshofs                                                                          | violetter Samt mit 6 cm breiter Verbrämung aus Kaninpelz                   | violetter Samt                                                             |
| Vizepräsidenten des Obersten Gerichtshofs                                                                            | violetter Samt mit 6 cm breiter Verbrämung aus Kaninpelz                   | violetter Samt                                                             |
| Präsident des Obersten Gerichtshofs                                                                                  | violetter Samt mit 12 cm breiter Verbrämung aus Kaninpelz                  | violetter Samt                                                             |

Die Amtskleider der Staatsanwälte entsprechen jenen der Richter auf gleicher Stufe mit dem Unterschied, dass die violetten Teile bei diesen die Farbe Hellrot haben. Die Richter des Bundesverwaltungsgerichts tragen dieselben Amtskleider wie die Richter der Bezirksgerichte. Die Mitglieder des Verwaltungsgerichtshofes tragen die entsprechenden Talare mit purpurroter Farbe, die Mitglieder des Verfassungsgerichtshofes tragen die Talare wie die Richter des Obersten Gerichtshofes. Bei Strafverhandlungen vor den Bezirksgerichten werden die Staatsanwälte von ihnen weisungsgebundenen Bezirksanwälten vertreten, denen das Tragen eines Amtskleides nicht erlaubt ist.
Für Rechtsanwälte wird das Tragen des Talars durch die bis heute gültige Verordnung des Justizministeriums vom 17. Juni 1904, womit den Advokaten, Advokaturskandidaten und Verteidigern das Tragen eines Amtskleides gestattet wird geregelt.
Das Amtskleid der Anwälte ist schwarz ohne farbige Besätze; ansonsten entspricht es in Schnitt und Ausführung dem einfachen Amtskleid der Richter und Staatsanwälte. Das Barett – welches während einer Urteilsverkündung oder Eidesleistung zu tragen ist – entspricht ebenfalls dem der Richter ohne farbige Besätze.
Das Tragen eines Talars durch Rechtsanwälte ist fast gänzlich unüblich geworden und findet im Wesentlichen nur mehr in Geschworenenstrafsachen und vor dem Obersten Gerichtshof statt.

## Schweiz
In der Schweiz ist in den Deutschschweizer Kantonen und an den Gerichten des Bundes das Tragen von Roben nicht gebräuchlich. In einigen Kantonen der Romandie ist – nach französischem Vorbild – das Tragen von Roben durch Gerichtspersonen und Anwälte dagegen Usus oder Vorschrift.

## Vereinigte Staaten

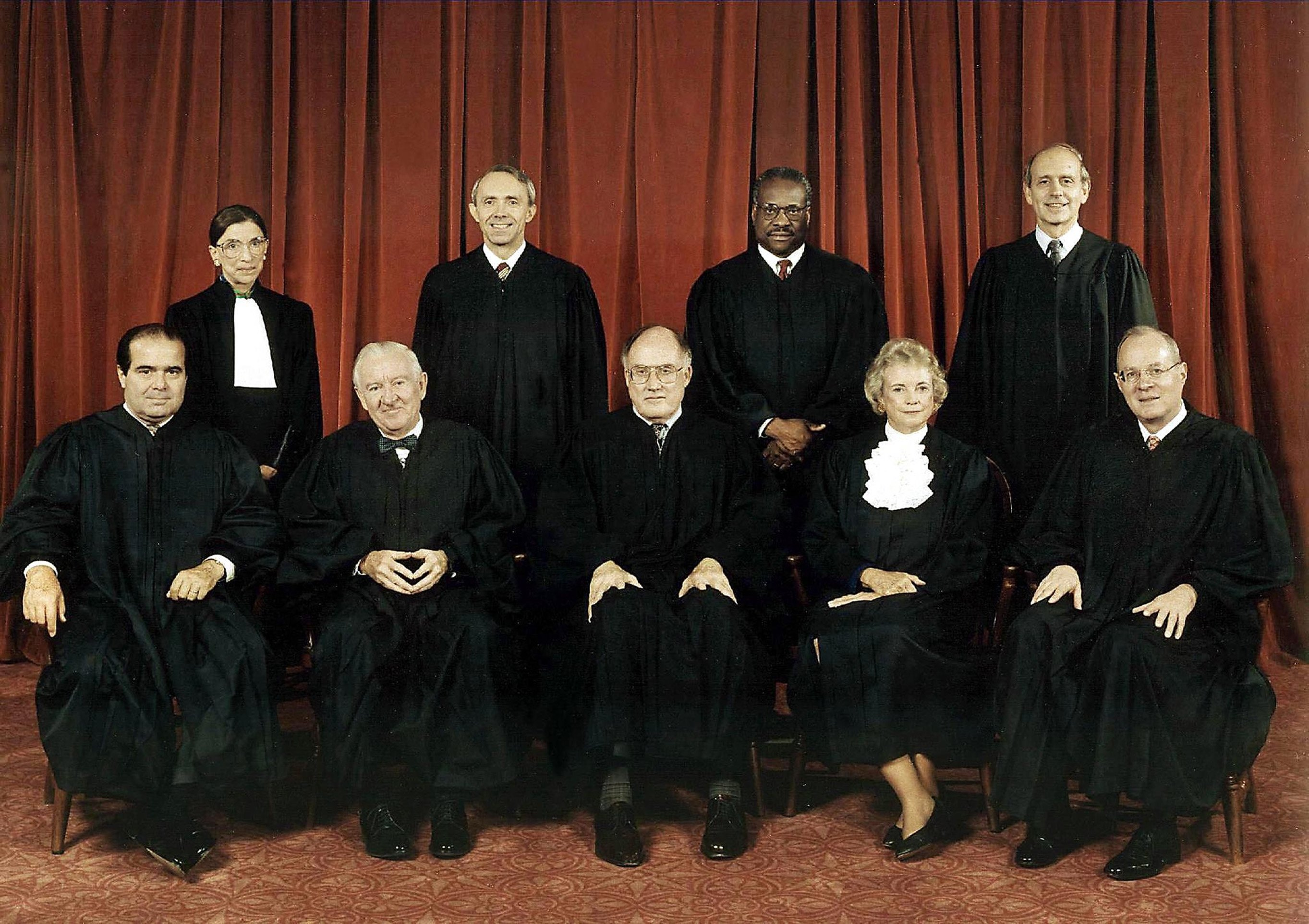
Richterkollegium des Obersten Gerichtshofs der Vereinigten Staaten (2005)

In den Vereinigten Staaten entstanden in den ersten Jahrzehnten nach der Unabhängigkeitserklärung komplexe Regelungen bezüglich der Amtstracht der Juristen, die einerseits durch Verzicht auf britisch-aristokratische Elemente, etwa Perücken und Hermelinbesätze, den demokratischen Charakter des neuen Staatswesens betonen, andererseits die Würde der Gerichte adäquat zum Ausdruck bringen sollte. Die einzelnen Bundesstaaten gelangten hierbei zu recht unterschiedlichen Resultaten. Im 19. und 20. Jahrhundert kam es zu einer allmählichen Standardisierung und Vereinfachung der ursprünglich sehr prunkvollen Amtstrachten.
Heute tragen Richter der unteren und mittleren Gerichtsbarkeit in der Regel einfache schwarze Roben, die in Schnitt und Ausführung etwa dem in Deutschland gebräuchlichen Typus entsprechen. Hinsichtlich der Farbe von Hemdkragen und Krawatte bestehen bei Richtern keine besonderen Vorgaben; Richterinnen bevorzugen lange, schalartige Kragentücher von zumeist weißer Farbe.
Die einzelnen Bundesstaaten haben für ihre Obersten Gerichte individuelle Regelungen zur Amtstracht der Richter getroffen. Teilweise werden sehr prächtige Roben verwendet, z. B. in Maryland nach britischem Vorbild, allerdings ohne Perücken.
Am Obersten Gerichtshof der Vereinigten Staaten tragen die Richter einfache schwarze Roben ohne Besonderheiten. Der Verfassungsrichter Neil Gorsuch verwies in seiner Antrittsrede am 20. März 2017 auf diese Tradition:

“Putting on a robe reminds us that it's time to lose our egos and open our minds. It serves, too, as a reminder of the modest station we judges are meant to occupy in a democracy. In other countries, judges wear scarlet, silk, and ermine. Here, we judges buy our own plain black robes. And I can report that the standard choir outfit at the local uniform supply store is a pretty good deal. Ours is a judiciary of honest black polyester.”

„Mit dem Anlegen einer Robe erinnern wir uns daran, dass es Zeit ist, unser Ego abzulegen und unvoreingenommen zu sein. Sie dient uns auch als Erinnerung an die bescheidene Stellung, die wir Richter in einer Demokratie einnehmen sollen. In anderen Ländern tragen die Richter Scharlach, Seide und Hermelin. Hier kaufen wir Richter unsere schlichten schwarzen Roben selbst. Und ich kann berichten, dass die Standard-Chorkleidung beim örtlichen Uniformausstatter ein ziemlich gutes Angebot ist. Unsere Richterschaft besteht aus ehrlichem schwarzem Polyester.“

Im Jahre 1994 führte der damalige Vorsitzende des Obersten Gerichtshofs, William Rehnquist, für sich selbst als Zeichen seines Rangs eine besondere Robe ein, die in Anlehnung an die Amtstracht des britischen Lordkanzlers vier goldene Streifen an den Ärmelenden aufwies, ansonsten aber dem gewöhnlichen Typus der US-amerikanischen Richterrobe entsprach. Rehnquists Nachfolger John G. Roberts, Jr. übernahm die neue Amtstracht allerdings nicht, sondern trägt wieder die gewöhnliche schwarze Robe.
Staatsanwälte, Rechtsanwälte und Gerichtsbedienstete tragen in den Vereinigten Staaten keine Roben, sondern treten vor Gericht in Alltagskleidung auf. Eine Ausnahme stellt dahingehend lediglich die Amtstracht des United States Solicitor General dar, der bei Verhandlungen des Obersten Gerichtshofs einen besonderen Cutaway im Stil des ausgehenden 19. Jahrhunderts trägt.

## Rechtsprechung
- Bundesverfassungsgericht, NJW 1970, 851
- Kammergericht, NJW 1970, 482
- Oberlandesgericht Braunschweig, NJW 1995, 2113 = DRiZ 1995, 482 = AnwBl 1995, 371
- Oberlandesgericht München, NJW 2006, 3079
- Verwaltungsgericht Berlin, NJW 2007, 793
- Landesarbeitsgericht Niedersachsen, AnwBl 2008, 883